# Dar Przemyśla

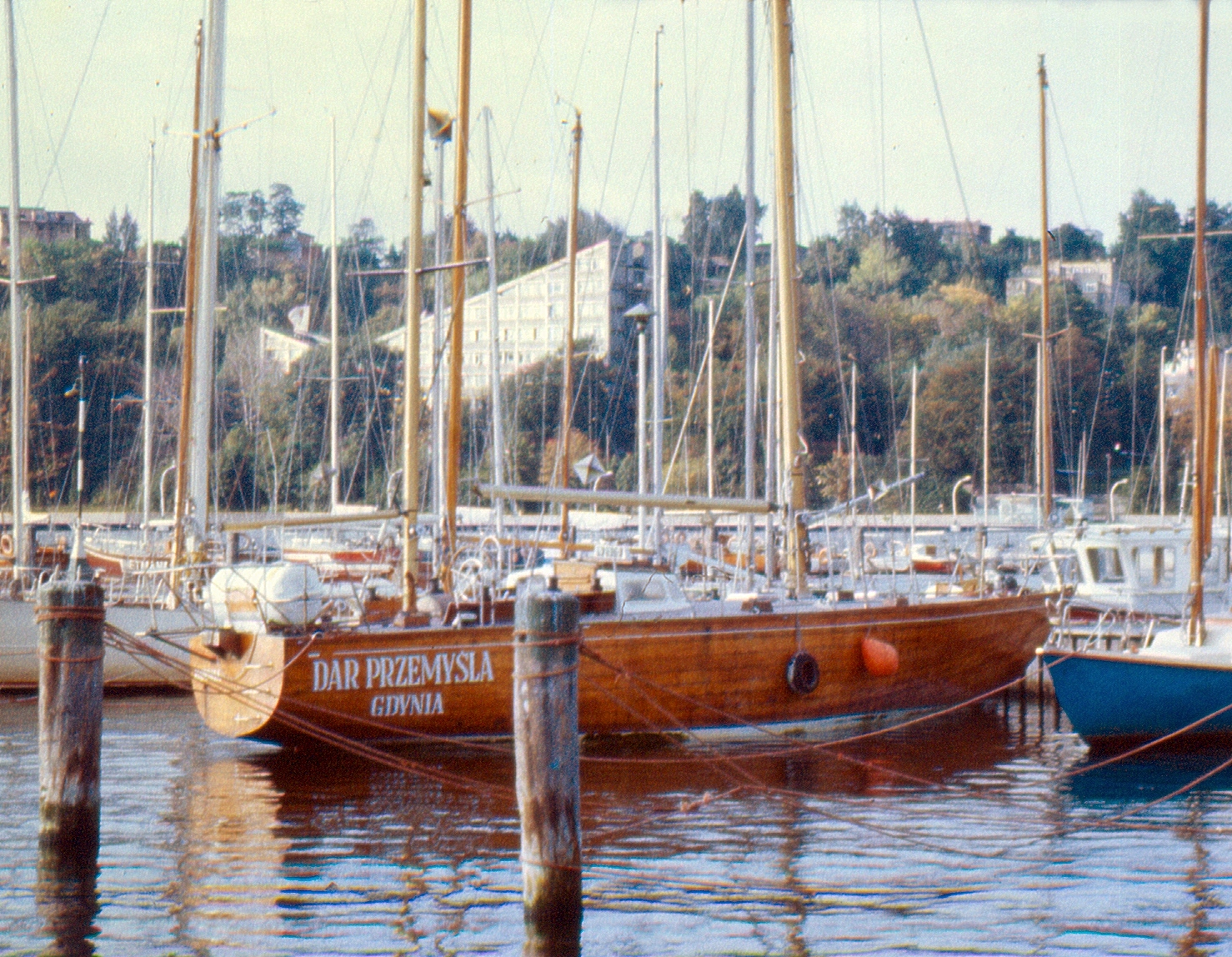
Dar Przemyśla w gdyńskim porcie (rok 1985)

Dar Przemyśla – polski jacht typu Opal, na którym kapitan Henryk Jaskuła w latach 1979–1980 jako pierwszy polski żeglarz (trzeci na świecie) opłynął samotnie kulę ziemską bez zawijania do portów.

## Historia i rejsy
Zbudowany w 1978 roku w stoczni jachtowej im. Josepha Conrada w Gdańsku. Chrzest jachtu odbył się 23 września tego samego roku. Matką chrzestną została emerytowana nauczycielka z Przemyśla Stanisława Gawrynowicz. Kadłub został zbudowany na liniach teoretycznych jachtu Copernicus, który sprawdził się w regatach etapowych Whitbread Round The World Race w 1973. W budowie jachtu pojawiło się wiele nietypowych, indywidualnych rozwiązań.
Kapitan Henryk Jaskuła od czerwca 1979 do maja 1980 samotnie opłynął ziemię bez zawijania do portów z Gdyni do Gdyni (wokół Przylądka Dobrej Nadziei, na południe od Australii i Nowej Zelandii, wokół Przylądka Horn). Rejs trwał 344 doby i był trzecim takim osiągnięciem w światowym żeglarstwie po rejsach Robina Knox-Johnstona na Suhaili oraz Chay Blytha na British Steel.
Po powrocie z Argentyny kapitan Jaskuła rozpoczął organizowanie następnego rejsu solo non-stop dookoła świata „w przeciwną stronę”. Stan wojenny przyhamował te plany na dwa lata.
Wyruszył 19 sierpnia 1984 z Gdyni. W Skagerraku ujawnił się mocny przeciek (jacht nabierał 1,5 tony wody na dobę przy silnym wietrze i dużej fali). Nie mogąc zlokalizować ani opanować tego przecieku kapitan zawrócił i po 19 dniach od wyjścia zawinął do Gdyni. Po kilku miesiącach awaria została rozpoznana i usunięta w Stoczni Jachtowej w Gdańsku. Ponowne wyjście w rejs zostało przełożone na lipiec 1986.
Tymczasem rok wcześniej (1985) nastąpił rozłam w zarządzie Przemyskiego Okręgowego Związku Żeglarskiego na tle eksploatacji „Daru Przemyśla”. Urząd Wojewódzki w Przemyślu, który sfinansował budowę jachtu, przekazał go nieodpłatnie Przemyskiemu OZŻ-towi. W wyniku innej koncepcji zarządu (prezesa Lesława Antoniewskiego i Katarzyny Kogut, wiceprezesa ds. szkolenia) dotyczącej eksploatacji jachtu, która nie akceptowała Bałtyku jako polskiego morza szkolenia żeglarskiego, ani Gdyni jako siedziby jachtu (przy czym upierał się Jaskuła), tylko (w porozumieniu z krakowskim klubem „Szkwał”) lansowała Niceę jako port stacjonowania, a Morze Śródziemne jako akwen żeglugi, Jaskuła został odsunięty od wpływu na eksploatację jachtu mimo uchwalonego przez Sejmik Żeglarski rejsu solo non-stop dookoła świata ze wschodu na zachód w 1986 roku. Sezon 1986 został zmarnowany na toczące się boje o jacht, który stał bezczynnie w Gdyni. Jaskuła przegrał tę batalię, a w grudniu 1986 odszedł definitywnie z zarządu, w którym był wiceprezesem ds. morskich (w 1975 roku był współorganizatorem PrOZŻ i jego pierwszym prezesem).
Nowi decydenci w zarządzie zorganizowali w 1987 roku rejs na Kubę do Hawany. Wychodząc z Kuby jacht miał odbyć w 1988 roku kilka rejsów po Karaibach, po czym miał przejść na Morze Śródziemne w 1989. Jachtem dowodził kapitan Andrzej Remiszewski z Wejherowa, a za sterem stał Artur Kogut, jachtowy sternik morski z Przemyśla. Jacht nigdy nie dopłynął do Hawany. 20 grudnia 1987 wieczorem, idąc za blisko brzegu, jacht wpadł na próg skalny w odległości 100 m od linii brzegowej i został rozbity osiadając na płyciźnie obok kubańskiego przylądka Punta Brava (21°25′32,00″N 76°50′18,72″W/21,425556 -76,838533). 7-osobowa załoga nie ucierpiała.

Rozbicie jachtu było dla kapitana Henryka Jaskuły wielką tragedią. W polonijnym Yacht Clubie im. Josepha Conrada w Chicago, pożegnał jacht następującymi słowami: 

Do istot, które kochałem bardziej niż bardzo zaliczam „Dar Przemyśla” (...) Żyję z połową duszy, ta druga połowa leży na wraku lub we wraku „Daru Przemyśla” na kubańskiej plaży, gdzie (...) został on bezmyślnie, nonszalancko, jak własność państwowa, rozbity na progu rafowym 80 metrów od suchego lądu, przy doskonałym wietrze ENE 4°B i idealnej widzialności. Wygląda to tak, przy innym spojrzeniu na sprawę, jakby ten jacht nie mógł żyć beze mnie, jakby połowa mojej duszy zadomowiona w nim zrewoltowała się, brzydziła się dotykiem steru jachtu tych rąk, które wydarły go moim. Często wydaje mi się, że ten jacht popełnił samobójstwo (...) przy wraku została połowa mojej duszy, a ta druga, zdumiona nieszczęściem tamtej, nie może się pozbierać do dzisiaj. Nikt nie postawił pomnika czy choćby kamienia przy wraku, czas zdrapał nazwę z burty, nikt tutaj nie uronił jednej łzy, bo dla wszystkich w Przemyskim OZŻ jacht był przedmiotem, a nie istotą, jak dla mnie; ten jacht rodził się na moich oczach, z moich marzeń i nadziei, i nim został zwodowany był już otoczony moim gorącym uczuciem. Niech te słowa będą hołdem dla jachtu w każdą rocznicę jego zagłady, już nieważne czy w wyniku samobójstwa, czy morderstwa. Niech te słowa zastąpią mu kamień przygrobowy z opisem jego czynów. Wspomnienie o „Darze Przemyśla” zakończę marszem żałobnym z III Symfonii „Eroica” Beethovena i westchnieniem: Okręcie mój kochany, rozumiem to, że nie mogłeś żyć beze mnie, ale nie rozumiem tego, jak ja mogę bez ciebie żyć.

6 maja 2008 ogłoszono plany odbudowania jachtu na trzydziestą rocznicę okołoziemskiego rejsu kapitana Jaskuły. Nowy jacht miałby nosić nazwę Dar Przemyśla II. Kapitan Jaskuła jednak zdecydowanie odciął się od tej inicjatywy.
Model Daru Przemyśla, który został wykonany w Gdańskiej Stoczni Jachtowej im. Conrada Korzeniowskiego w roku 1980, został przekazany przez Henryka Jaskułę Muzeum Narodowemu Ziemi Przemyskiej. W 1984, z okazji drugiego wokółziemskiego rejsu kapitana Henryka Jaskuły, Urząd Pocztowy Gdynia 1 stosował okolicznościowy datownik. Wydano też z tej okazji kopertę okolicznościową z wizerunkiem jednostki.

## Dane techniczne
- Kecz typu Conrad 45J
- Kadłub – drewniany
- Pojemność – 19,37 BRT
- Długość – 14,2 m
- Szerokość – 3,72 m
- Zanurzenie – 2,14 m
- Grubość burt – 28 mm
- Wolna burta – 1,14 m
- Konstrukcyjna linia wodna – 13,26 m
- Wyporność – 14 ton
- Balast – żeliwny 3,8 tony
- Maszty – aluminiowe marki Proctor
- Powierzchnia ożaglowania – 80 m²
- Silnik główny wysokoprężny – Volvo Penta 3-cylindrowy o mocy 35 KM
- Agregat prądotwórczy – Petter z silnikiem wysokoprężnym 1-cylindrowym o mocy 1,5 KM i prądnicą 12 V, ładującą kolejno cztery akumulatory ołowiane o pojemności 160 Ah każdy
- Zasilanie radiotelefonów – 24 V
- Zasilanie instalacji oświetleniowej – 12 V
- Elektronika – marki Brooks and Gatehouse (wskaźnik siły wiatru, wskaźnik kierunku wiatru pozornego, echosonda, log i radionamiernik)